# Kiviks landskommun
Kiviks landskommun var en tidigare kommun i förutvarande Kristianstads län.

## Administrativ historik
Kommunen bildades som storkommun vid kommunreformen år 1952 då kommunerna Vitaby, Södra Mellby, Sankt Olof och Rörum gick ihop. Kommunen fick sitt namn av tätorten och municipalsamhället Kiviks municipalsamhälle, vilket upplöstes 31 december 1957. Ytterligare ett municipalsamhälle, Vitemölla municipalsamhälle fanns som upplöstes 31 december 1953.
År 1971 ombildades den till kommun men gick redan 1974 upp i Simrishamns kommun.
Kommunkod var 1108.

### Kyrklig tillhörighet
I kyrkligt hänseende tillhörde kommunen församlingarna Rörum, S:t Olof, Södra Mellby och Vitaby.

## Geografi
Kiviks landskommun omfattade den 1 januari 1952 en areal av 117,25 km², varav 116,98 km² land.

### Tätorter i kommunen 1960
| Tätort     | Folkmängd |
| ---------- | --------- |
| Kivik      | 709       |
| Sankt Olof | 505       |
| Vitaby     | 337       |
| Vik        | 249       |

Tätortsgraden i kommunen var den 1 november 1960 38,3 procent.

## Politik

### Mandatfördelning i valen 1950-1970
| 14 | 9 | 10 | 7 |

| 39 |

| 13 | 8 | 10 | 9 |

| 39 |

| 11 | 9 | 8 | 12 |

| 40 |

| 12 | 7 | 7 | 9 |

| 35 |

| 11 | 8 | 7 | 9 |

| 33 |

| 12 | 9 | 6 | 8 |

| 33 |